# 馬倫戈 (內布拉斯加州)
馬倫戈（英語：Marengo）是位於美國內布拉斯加州海斯縣的非建制地區。

## 歷史
馬倫戈的郵局於1893年設立，其後於1934年停運。

## 地理
馬倫戈所處的海拔為高於海平面909米（即2982英呎），而該地所採用的時區為UTC-6，即北美中部时区（CST）。同時該地設有夏令時間，為UTC-6調快一小時，即UTC-5（CDT）。